# Тиркна
Тиркна (груз. თირკნა, арм. Թրկնա; Тркна, местные произносят как з.-арм. Թրքէնա — Тркена) — село в Ахалкалакском муниципалитете края Самцхе-Джавахетия, Грузия.

## История
Село было основано в 1836 году семью семьями, переселившимися из села Эхтила. Жители Тиркены являются потомками переселенцев из села Карагёбак и Алашкерт, изначально поселившихся в Эхтиле.